# Księga metrykalna
Księga metrykalna (metryka) – urzędowa księga odnotowująca fakt wystawienia dokumentu i dokonania czynności publicznoprawnej, zakładana dla potrzeb własnych przez administrację państwową lub kościelną.
Dawniej metrykę prowadziły kancelarie dworskie (zob. Metryka Koronna, Metryka Litewska, Metryka Mazowiecka). Osobę, która zajmowała się tymi czynnościami, nazywano metrykantem.
Współcześnie księgą metrykalną określa się dwa rodzaje rejestrów:
- księgi stanu cywilnego (prowadzone przez urzędy stanu cywilnego)
- wyznaniowe księgi metrykalne (prowadzone przez parafie lub inne jednostki organizacyjne kościołów)